# Donald Duck

Donald Duck als Plastikfigur vor dem damaligen Firmensitz des Ehapa Verlags in Leinfelden-Echterdingen (1990er-Jahre)

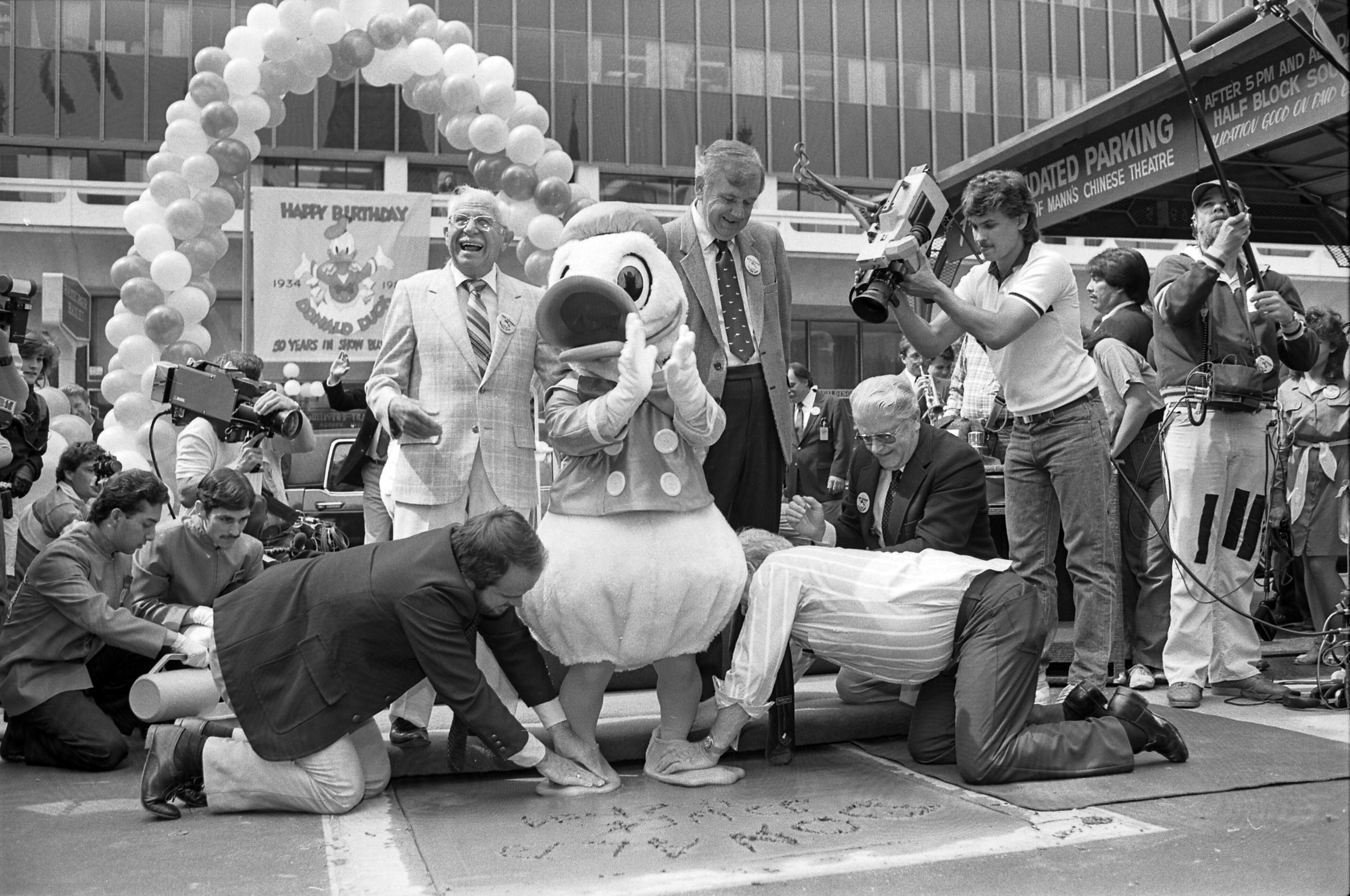
Donald Duck beim Verewigen der Fußabdrücke vor Grauman’s Chinese Theatre in Hollywood (1984)

Donald Duck (englisch [ˈdɒnəld dʌk]) ist eine Comic- und Zeichentrickfilm-Figur aus dem US-amerikanischen Disney-Studio. Sie hat die Gestalt einer anthropomorphen Ente. Donald Duck – mit vollständigem Namen Donald Fauntleroy Duck – gehört zur fiktiven Familie Duck und lebt in Entenhausen.

## Geschichte
Der Name „Donald Duck“ wurde erstmals 1931 in dem Bilderbuch The Adventures of Mickey Mouse als ein Freund von Micky Maus erwähnt.
Am 9. Juni 1934 erschien Die kluge kleine Henne (The Wise Little Hen), der erste Zeichentrickfilm mit Donald Duck, in dem er aber nur eine Nebenfigur ist. Danach folgten weitere Nebenrollen in den Micky-Maus-Trickfilmen, bis Donald seine eigene Reihe bekam. Der erste Kurzfilm dieser Reihe, Don Donald, wurde am 9. Januar 1937 uraufgeführt. In diesem Film hatte auch Daisy Duck ihren ersten Auftritt.
1938 wurden Donalds drei Neffen Tick, Trick und Track als zusätzliche Figuren eingeführt, die fortan regelmäßig in den Trickfilmen und Comics bei ihrem Onkel wohnten, da ihre Mutter Della Duck zu einer Expedition aufbrach, von der sie bislang nicht zurückgekehrt ist. Ihr Vater ist unbekannt.
1941 bis 1945 wurde Donald, wie andere Disney-Figuren auch, in starkem Maße in der amerikanischen Kriegspropaganda eingesetzt. Der Zeichentrick-Kurzfilm Donald Gets Drafted von 1942 enthüllte dabei, dass Donalds voller Name Donald Fauntleroy Duck lautet. 1943 wurde der Donald-Duck-Zeichentrickfilm Der Fuehrer’s Face mit einem Oscar für die Darstellung gegen Adolf Hitler und sein Regime gewürdigt. In diesem Film wurde Donald als einfacher Fließbandarbeiter in einer deutschen Munitionsfabrik dargestellt, der an dem totalitären NS-Regime verzweifelt.
Auf dem Höhepunkt der 3D-Filme in den 1950er-Jahren erlebte auch Donald ein Abenteuer „mit Brille“: Working for Peanuts (1953). Der Film wurde erst 2007 im Vorprogramm zum 3D-Film Triff die Robinsons (Meet the Robinsons) ebenfalls wieder in 3D aufgeführt.
Von Walt Disney selbst wurde festgelegt, dass Donald an einem Freitag, den 13. „geboren“ wurde, um seinen Status als Pechvogel auszuschmücken – daher auch sein Autokennzeichen „313“, das darauf anspielt. In dem Trickfilm Donald’s Happy Birthday (1949) wird der 13. März als Geburtstag genannt. Der Zeichner Don Rosa legte dann als Geburtsjahr 1920 fest. Verschiedene Comic-Folgen verzeichnen jedoch, dass Donald am 9. Juni 1934, dem Erscheinungsdatum 1934 von Die kluge kleine Henne (The Wise Little Hen), Geburtstag hat.
Im Jahr 2004 erhielt Donald Duck einen Stern auf dem Hollywood Walk of Fame bei der Adresse 6840 Hollywood Blvd.

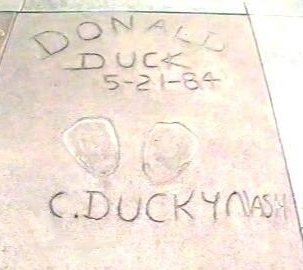
Fußabdrücke von Donald Duck vor Grauman’s Chinese Theatre in Hollywood
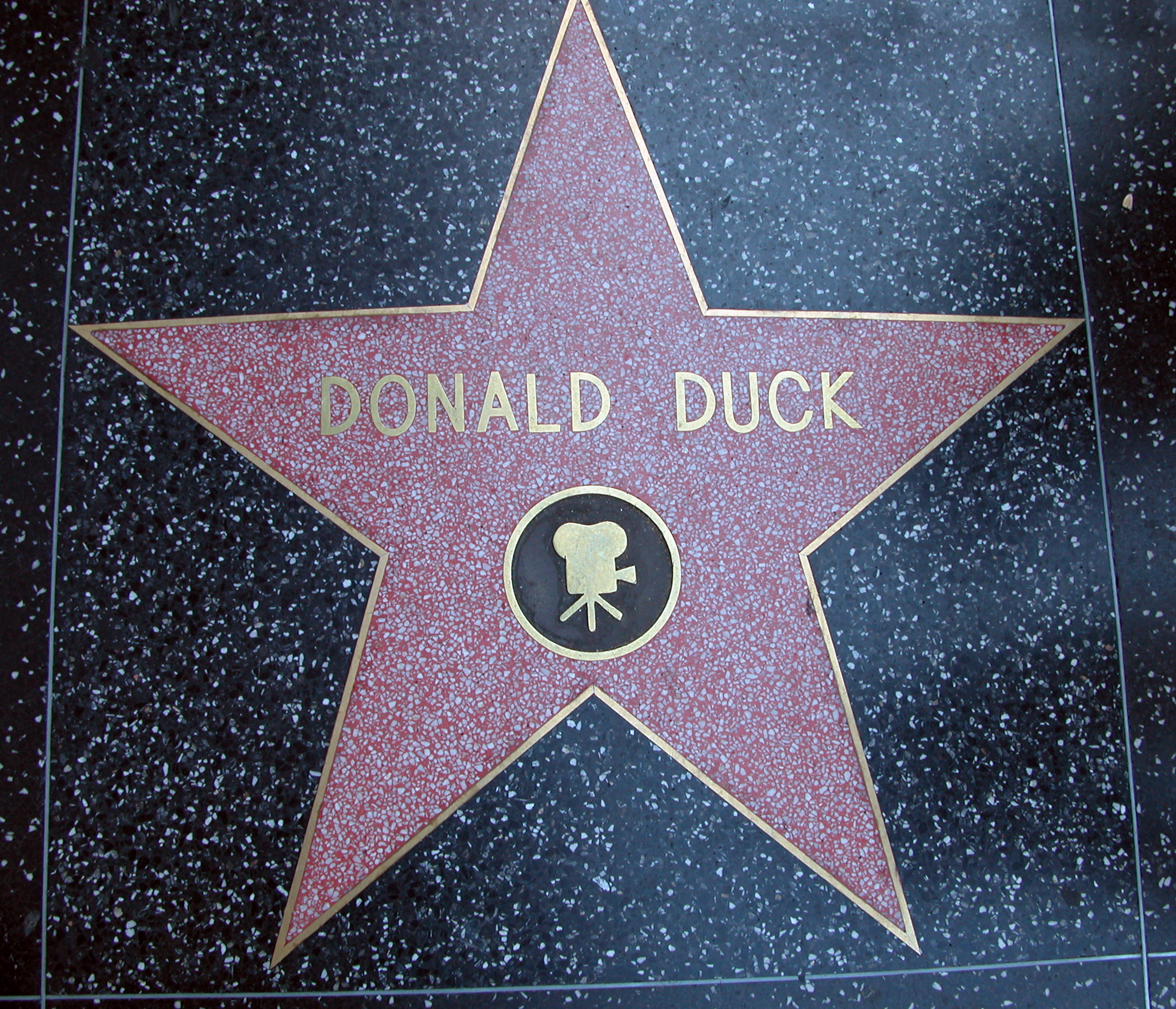
Stern Donald Ducks auf dem Hollywood Walk of Fame in Los Angeles

## Comics

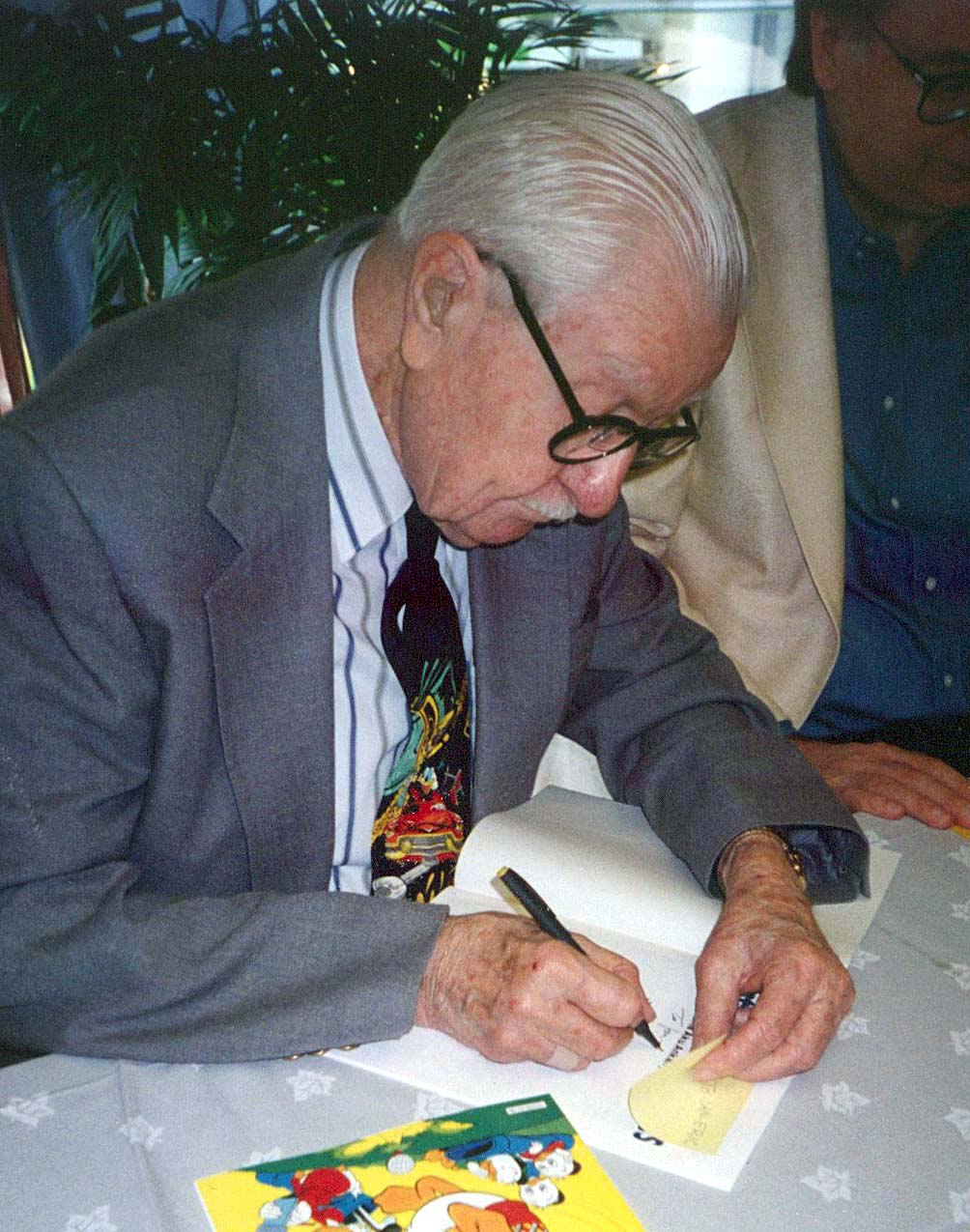
Carl Barks (1994), der berühmteste Donald-Duck-Zeichner

1936 erhielt Donald eine eigene Comic-Serie, die als täglicher Streifen und sonntägliche Seite in zahlreichen Tageszeitungen erschien. Die Comics waren meist nicht länger als vier Bilder. Al Taliaferro war lange Zeit der Zeichner dieser Comics, während Bob Karp die Texte verfasste. In diesen Kurzgeschichten trat ab 1940 auch Oma Duck auf. Einige dieser Streifen wurden in den Lustigen Taschenbüchern der Nummern 230 bis 245 nachgedruckt. Auch die Donald-Duck-Comichefte enthielten anfangs Nachdrucke dieser Zeitungscomics. Ab 1942 zeichnete Carl Barks zusätzlich längere Geschichten exklusiv für die Heftreihe. Ab 1937 erschienen einzelne Comics auch in Großbritannien und Italien.
Barks führte weitere Figuren ein. Dazu zählten Donalds reicher Onkel Dagobert Duck (1947), als Antagonist sein Vetter (Cousin) Gustav Gans (1948), der vom Glück begünstigt zu sein scheint, eine Bande von Kriminellen namens Panzerknacker (1951), der verschrobene Erfinder Daniel Düsentrieb (1952) und später Dagobert Ducks Erzfeindin Gundel Gaukeley (1964), eine Hexe, die dessen ersten selbstverdienten Zehner – in manchen Übersetzungen ist es ein Taler – erbeuten will, da diesem anscheinend alchemistische Kräfte innewohnen.
Zu den bekanntesten noch aktiven Zeichnern der Donald-Duck-Comics gehört unter anderem William Van Horn.

## Donald Duck im deutschsprachigen Raum
Am 26. Februar 1935 kam der erste Trickfilm mit Donald Duck The Wise Little Hen in die deutschen Kinos. Dies blieb in Deutschland bis Kriegsende der einzige Donald-Film, da Disney kurz darauf aufgrund der Devisenausfuhrbeschränkungen den Export von weiteren Filmen in das Deutsche Reich stoppte. In Österreich liefen noch fünf weitere Trickfilme mit Donald Duck, bevor auch dorthin keine weiteren Filme exportiert wurden.
Einige Geschichten von Donald Duck wurden 1938 in Deutschland in der Zeitschrift Lustige Blätter unter dem Titel „Hanns der Enterich“ veröffentlicht. In der Schweizer Micky-Maus-Zeitung (1937, 19 Ausgaben) erschien Donald unter dem Namen „Schnatterich“ sowie in vier Ausgaben der österreichischen Kinderzeitschrift Schmetterling als „Emmerich“.
In der seit 1951 im Ehapa-Verlag erscheinenden Heftreihe Micky Maus nimmt Donald von Anfang an mehr Seiten ein als die titelgebende Maus. Seit 1967 werden die Abenteuer von Donald Duck und Micky Maus auch sehr erfolgreich als Lustiges Taschenbuch (LTB) herausgegeben.
Bis Mitte der 1970er-Jahre war Erika Fuchs für die Eindeutschung der Donald-Duck-Geschichten verantwortlich. Sie prägte auch die typischen in den deutschsprachigen Ausgaben bekannten Charaktere der Entenhausener Protagonisten. 1988 gab sie die Micky-Maus-Chefredaktion und damit auch die Verantwortung für die Übersetzungen der Donald-Duck-Geschichten in die Hände von Dorit Kinkel. Seit 1988 wird Donald Duck von einer Person aus dem deutschsprachigen Raum gesprochen, beginnend mit dem Journalisten Peter Krause, der ihn bis 2019 sprach. Es gibt weitere Synchronsprecher, die ihn jedoch nicht so lange sprachen.
Die erste Ausgabe der Micky Maus von 1951 wird als Sammlerobjekt für mehrere tausend Euro gehandelt; es gibt allerdings mehrere Nachdrucke. Ein Originalexemplar befindet sich in einem Safe des Verlags.

## Die Figur Donald Duck
Donald, Sohn von Dortel und Degenhard Duck, ist ein zu Wutausbrüchen neigender Choleriker, der ständig von Geldsorgen und Missgeschicken geplagt wird. Er ist ein notorischer Pechvogel, der dauernd den Kürzeren zieht, vor allem gegenüber seinen Verwandten. Donald übt keinen geregelten Beruf aus. Dafür hält er sich mit den verschiedensten Jobs über Wasser, die er aber über kurz oder lang mangels Begabung wieder aufgibt bzw. aus denen er entlassen wird. In einigen Geschichten arbeitet er in einer Margarinefabrik seines Onkels Dagobert Duck. Er ist recht faul und verbringt seine Freizeit vorzugsweise in der Hängematte. Gegenüber seiner Verlobten Daisy Duck empfindet er eine unerschütterliche Zuneigung, ohne dass die Beziehung der beiden jemals zur Eheschließung führt. Sein Vetter Gustav Gans ist – wie in vielen anderen Dingen auch – sein Rivale im Kampf um Daisy. Diese fährt oftmals zweigleisig und lässt sich sowohl von Donald als auch von Gustav den Hof machen.
Donald leidet aber stark darunter, dass dem Glückspilz Gustav das Glück geradewegs zufliegt, während er selbst nur mit Mühe durchs Leben geht. Sein zweiter Gegenspieler ist sein Onkel, der Fantastilliardär Dagobert Duck. Parallel zu dem Gegensatz von Glück und Pech gegenüber seinem Vetter Gustav wird hier ein weiterer Dualismus in Donalds Leben aufgebaut: Reichtum und Armut. Er sieht sich ständig gezwungen, Geld bei seinem hartherzigen Onkel zu leihen, wodurch dieser Macht über Donald ausüben oder ihn mit Donalds mehrere Meter langen Schuldenliste erpressen kann. Zudem ködert der kinderlose Dagobert seinen Neffen damit, ihm eines Tages sein Erbe zu vermachen. Dies ermöglicht dem geizigen Milliardär, Donald für niedere Arbeiten oder als Begleitschutz auf Expeditionen einzuspannen. Donald hat das Sorgerecht für seine drei kleinen Neffen Tick, Trick und Track, die ihm geistig überlegen sind.

## Phantomias

Phantomias (italienisch Paperinik, französisch Fantomiald, niederländisch Superdonald, amerikanisches englisch Avenger Duck, britisches englisch Super-Duck) ist ein Alter Ego von Donald Duck, ursprünglich geschaffen, um Donald in der Nacht als Superheld Rache an Personen nehmen zu lassen, die Verbrechen planen und ausführen, wie z. B. an dem Phantom. Mit Hilfe einiger Erfindungen von Daniel Düsentrieb kann Donald so über seine Widersacher triumphieren, wenn auch nur im Geheimen. Diese Figur wurde von italienischen Zeichnern eingeführt und war daher besonders in den italienischen Donald-Duck-Comics, die in Topolino, dem Gegenstück der deutschen Zeitschrift Micky Maus, erscheinen, aber auch in Deutschland erfolgreich. Die erste Erwähnung findet im LTB Nr. 41 in der Geschichte Die Verwandlung statt. Anhand dieser Geschichte erfährt der Leser, dass Phantomias wahrscheinlich auf den genialen Dieb Fantômas zurückgeht.
Donald ist stets auf der Hut, wenn es darum geht, dass seine Verkleidung auffliegt, so sorgt er schon mal mittels einer ferngesteuerten Puppe – wobei er selbst gleichzeitig vor Ort ist – und ähnlichen Tricks dafür, dass er kaum als Phantomias infrage kommen kann. Dennoch kommt er in vielen Geschichten in Verlegenheit, weil Daisy Phantomias und gleichzeitig Donald bei einem Geburtstag dabeihaben möchte. Donald gibt sich als besten Freund von Phantomias aus und versorgt ihn so scheinbar mit Informationen. Gleichzeitig ist Donald häufig Nutznießer von Phantomias’ „halblegalen“ Aktivitäten.
Phantomias’ Versteck befindet sich im Keller von Donalds Haus. Mit einem Schrankaufzug im Schlafzimmer gelangt man in das unterirdische Domizil und von dort auch über einen unterirdischen Gang zur Garage oder durch den Schornstein an die frische Luft.

### Die Entstehungsgeschichte
In den 1960er-Jahren beschwerten sich viele Kinder bei Mondadori, dem Herausgeber der italienischen Disney-Comics, dass Donald immer als Verlierer dasteht. Der Autor Guido Martina und der Zeichner Giovan Battista Carpi gaben Donald daraufhin eine Geheimidentität als Rächer. Der italienische Name Paperinik war eine Anspielung auf die populäre Comic-Serie Diabolik mit dem gleichnamigen Meisterverbrecher als Hauptfigur, während der deutsche Name Phantomias offensichtlich eine Anspielung auf Fantômas ist.
Zwischen dem 8. und 15. Juni 1969 erschien in Italien die erste Phantomias-Geschichte, Paperinik il diabolico vendicatore („Phantomias der teuflische Rächer“). In Deutschland wurde die Geschichte in Walt Disneys Lustigem Taschenbuch Band 41, Donald mal ganz anders, neuer Titel Jetzt kommt Phantomias, unter dem Titel Die Verwandlung und als Neuauflage des Comictitels veröffentlicht.
In der Geschichte bringt der ewige Verlierer Donald Duck durch einen Irrtum des Postboten die Villa Rosa an sich. Die Gemeinde Entenhausen hatte ein Gewinnspiel veranstaltet, bei der die Villa Rosa verlost wurde. Dort lebte der verarmte Edelmann Phantomias, auf Italienisch „Fantomius“, der die Reichen seiner Zeit bestahl, um sich an ihnen zu rächen. Das Erbe des „Ex-Phantomias“ kam zur Versteigerung, die eigentlich Gustav Gans gewonnen hatte. Donald entdeckt in der Villa das „geheime Tagebuch des Phantomias“ und beschließt, in dessen Fußstapfen zu treten. Daniel Düsentrieb rüstet dazu Donalds Auto, den 313, zu einem High-Tech-Fahrzeug à la Batmobil auf. Das Auto verfügt fortan über verschiedene Extras wie einen Schleudersitz und besitzt zwei Nummernschilder, 313 und X.
Im Laufe der Zeit entwickelte sich die Figur des Phantomias vom Rächer zum Superhelden. Statt in eigener Sache loszuziehen, schlüpft Donald meist nur noch in das Kostüm, um Verbrecher zu jagen, wobei er von Daniel Düsentrieb durch weitere, teilweise aberwitzige Erfindungen unterstützt wird. Zu seinen regelmäßigen Gegnern gehören die Panzerknacker sowie Klaas Klever. Im Laufe der Zeit hat er aber, wie jeder andere Superheld, jede Menge Supergegner bekommen, unter anderem den Schmutzgeier (LTB 164), Hypnotiseur Spectakulus (LTB 157) und Mister X (LTB 388). Seine Geschichten werden seitdem in fast jedem Lustigen Taschenbuch veröffentlicht.

### Der neue Phantomias
Bis in die 1980er-Jahre erschienen regelmäßig Geschichten mit Phantomias in den italienischen Comics. In den 1990ern gaben jedoch viele italienische Zeichner diese Figur auf. Erst 1996 kam es in Italien unter dem Titel Paperinik – New Adventures (PKNA) zu einer vollkommenen Neuausrichtung der Phantomias-Figur. Diese Serie spielt in einem Entenhausen abseits von der von Carl Barks und den italienischen Zeichnern erfundenen Historie. In der Nullnummer trifft Phantomias auf den Supercomputer Eins, der fortan zu seinem ständigen Berater wird. Das Hauptquartier wird verlegt von Donalds Haus in den Ducklair Tower, ein Gebäude mit 151 Stockwerken, das der Multimillionär Everett Ducklair gebaut hat. Donalds reicher Onkel Dagobert Duck konnte das Gebäude nach dem mysteriösen Verschwinden von Ducklair günstig erwerben. In PKNA muss Donald/Phantomias vor allem die Invasion der außerirdischen Evronianer abwehren. Es gibt noch andere Superfeinde, aber auch neue Verbündete wie das Alien Xadhoom oder die Androidin Klarissa aus der Zukunft.
Ab 2001 erschien die Nachfolgeserie PK2, die am Ende von PKNA ansetzte und 18 Episoden lang lief. Im Jahr 2002 entschied man sich zu einem weiteren Neubeginn unter dem Titel PK Pikappa. Diese Serie hat keinerlei Verbindung mehr zum klassischen Phantomias und erzählt seine Entstehungsgeschichte von Beginn an komplett neu. PK ist ein Kürzel, das von einer Art „Green Lantern-Corps“ geschaffen wurde, das Donald als Verteidiger der Erde auserwählt hat. Nach 32 Alben wurde die Serie eingestellt. In Deutschland erschien die Reihe in der Reihe Lustiges Taschenbuch Premium, beginnend mit Ausgabe 33, im Wechsel mit anderen Disney-Comics.
Im Jahr 2014 startete man in Italien eine vierte Serie unter dem Titel Universo PK, in der der klassische Phantomias gegen die ursprünglichen Gegner des neuen Phantomias kämpft. Diese Comics erschienen nicht in Einzelalben, sondern als Teil der in Italien monatlich erscheinenden Reihe Paperinik Appgrade. Mit sechs Geschichten ist diese Reihe komplett. In anderen Ländern wurde sie bisher nicht veröffentlicht.
Der große Erfolg von PKNA und seinen Nachfolgeserien hat jedoch auch dazu geführt, dass dem klassischen Phantomias mehr Aufmerksamkeit von den Zeichnern geschenkt wird. Insbesondere sind in den letzten Jahren mehrere Geschichten erschienen, die sich auf Phantomias’ Ursprünge in der Villa Rosa beziehen.

#### Deutsche Veröffentlichungen
Die erste Veröffentlichung von PKNA im deutschsprachigen Raum war eine 1996 begonnene Heftreihe, deren Titel schlicht „Phantomias“ war. Weil die erste Episode aus lizenzrechtlichen Gründen nicht abgedruckt werden konnte, gab es in Band 1 eine Inhaltsangabe dieser Geschichte. Wie in den italienischen Heften wurden zusätzlich zu den Geschichten redaktionelle Seiten veröffentlicht, auf denen Phantomias’ Waffen und Gegner erklärt wurden. Mangels Nachfrage wurde die Serie 1997 mit Ausgabe 9 eingestellt.
1999 wurde ein zweiter Veröffentlichungsversuch gestartet. Titel und Cover der neuen Reihe waren identisch mit der ersten, es handelte sich jedoch um Softcover-Alben mit geringerer Auflage und höherem Preis. Zusätzlich zu den Neuauflagen der ersten Reihe wurde die erste Episode im Jahr 2000 als limitierte Nullnummer in Schwarzweiß veröffentlicht und die Reihe bis Band 14 fortgeführt, bevor sie 2000 erneut eingestellt wurde.
2005 erschienen die Episoden 2–4 (ohne redaktionelle Seiten) auch in Band 9 der Bild Comic-Bibliothek, einer vom Verlag Weltbild und der Zeitung BILD veröffentlichten Sammlung bedeutender Comics.
Aktuell findet in der 2011 begonnenen Reihe Lustiges Taschenbuch Premium, die Serien abseits des klassischen Entenhausen enthält, eine dritte Veröffentlichung des Egmont Ehapa Verlags statt. Bisher waren der Serie PKNA die Bände 2, 4, 7, 9, 11, 14, 16, 18, 20, 23 und 25 gewidmet. Mit Band 27, 29 und 31 wurde die Nachfolgeserie PK² veröffentlicht. Da diese Bände deutlich dicker als die der ersten beiden Reihen sind, enthielt Band 9 bereits Erstveröffentlichungen von Hauptepisoden. Auch die Kurzgeschichten zur Serie, die in den alten Reihen nicht enthalten waren, werden abgedruckt, nicht jedoch die redaktionellen Seiten.

## Agent DoppelDuck
Agent DoppelDuck ist ein weiteres Alter Ego von Donald Duck, das seine Geschichten in Disneys Lustigem Taschenbuch erlebt. Er ist als Agent bei der „Agentur“ tätig, die gegen Verbrechen und Verschwörungen aller Art kämpft und den Frieden aufrechterhält. Die Geschichte ist vom legendären Agentenfilm James Bond abgeleitet und stammt aus Italien. Erfunden wurde die Reihe von Fausto Vitaliano (Autor) und Andrea Freccero (Zeichner), wobei Letzterer als eigentlicher Erfinder gilt. An den ersten 20 Episoden arbeiteten viele verschiedene Künstler. Seinen ersten Auftritt in Deutschland hat Agent DoppelDuck im Lustigen Taschenbuch Nr. 384. Inzwischen wurden weitere Geschichten im LTB veröffentlicht.

### Werdegang zum Agenten DoppelDuck
Donald war nach Streitigkeiten mit seiner Freundin Daisy und seinem angeketteten Auto bei der Bußgeldstelle, wo er ein teures Knöllchen bezahlen soll. Irritiert nimmt Donald zur Kenntnis, dass er drei Tage nicht wusste, was er gemacht hat. Eine geheimnisvolle Frau, die sich später als Agentin Kay-K herausstellt, gibt ihm daraufhin die Antwort. Sie führt Donald in das Hauptquartier der „Agentur“, wo er als Agent reaktiviert wird. Bei dieser war er auch zuvor für drei Tage als Agent tätig und kurz vor Abschluss begegnete er dem Anführer der „Organisation“, die Gegenspieler der Agentur. Dieser stieß ihn von einer Klippe ins Meer. Durch den erlittenen Schock verlor er die Erinnerung an die Mission. Seine erste Hauptaufgabe ist, die beiden Agenten Black-B und Berry-B im Auge zu behalten, da sie eine Liste mit allen Identitäten der „Agentur“ haben sollen und diese an jemanden verkaufen wollen. In Wahrheit ist aber Kay-K die Kriminelle. Sie wird zunächst abgeführt, es stellt sich jedoch heraus, dass sie in Wahrheit doch für die Agentur arbeitet.

## Agent Donald O.M.A.
Die O.M.A. (Organisation zum Kampf gegen Monster aller Art) reißt Donald immer wieder aus seinem Leben. Hier geht er gemeinsam mit Dussel und ein paar anderen neuen Charakteren gegen Monster vor. Er versucht z. B. zu verhindern, dass irgendetwas von der Existenz dieser Wesen an die Außenwelt durchdringt, was manchmal ziemlich schwierig ist, oder er bekämpft sie gleich vor Ort und schafft das Problem direkt aus der Welt.

## Synchronsprecher
Ab der Erfindung Donald Ducks als Figur in Disney-Filmen 1933 lieh Clarence Nash diesem seine Stimme. Er steuerte sein Quaken nicht nur für die englischsprachigen Original-Tonspuren bei, sondern auch für die internationalen Synchronfassungen, darunter die deutschsprachigen. Nach seinem Tod 1985 wurde der persönlich von ihm ausgebildete Tony Anselmo sein Nachfolger. Von 1988 bis 2019 war Peter Krause der deutsche Synchronsprecher, danach wurde er, aufgrund einer Gehirnblutung, von Anita Heilker, der niederländischen Synchronstimme kurzzeitig abgelöst. Heilker sprach bereits 2002 im ersten Teil der Videospielreihe Kingdom Hearts Donald auf Deutsch. Seit 2021 wird Donald von Robyn Schmidder gesprochen. Einmalig sprachen Thomas Keck in der Serie DuckTales – Neues aus Entenhausen und Peter Flechtner in der Reboot-Serie DuckTales (2017) die Figur, sowie Christian Zeiger in zwei Folgen der Serie Micky Maus. Außerdem gab es Einzelfälle in den 1960er und 1970er Jahren, in denen Donald von Karl Hellmer und Dieter Kursawe gesprochen wurde.

## Donaldismus
Die Beschäftigung mit allem, was im Zusammenhang mit Donald Duck und Entenhausen steht (wie dem Phänomen der „Veronkelung“), wird Donaldismus genannt. Ergebnisse und Beiträge werden in der Publikation Der Donaldist, dem „Zentralorgan“ der D.O.N.A.L.D., veröffentlicht.

## Sonstiges

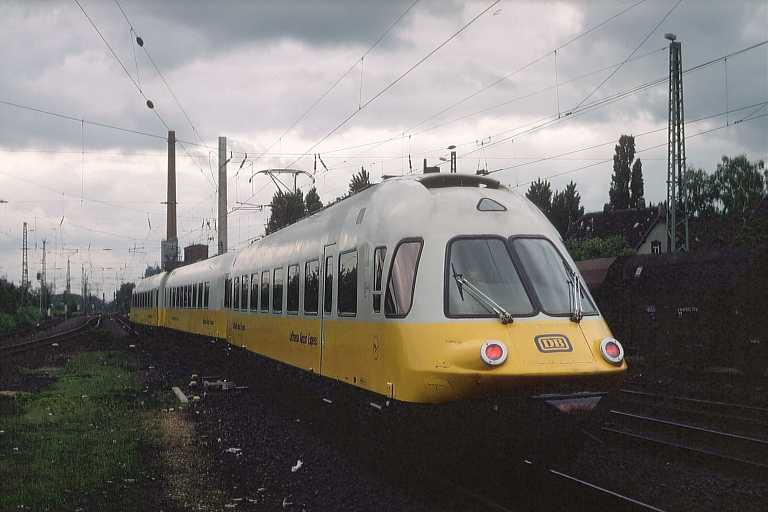
Baureihe 403 Donald Duck der Deutschen Bundesbahn

Die Triebwagen der Baureihe 403 der Deutschen Bundesbahn erhielten
1982, nachdem sie für den Lufthansa-Airport-Express in der Farbgebung der Lufthansa lackiert worden waren, aufgrund der Form und Farbe der Front den Spitznamen Donald Duck.
Das Ausflugsschiff Wappen von Norderney der Reederei Cassen Eils trug Anfang der 1980er Jahre den Namen  Donald Duck.
Es erschienen auch verschiedene Videospiele mit Donald Duck. Eines der ersten war das 1985 veröffentlichte C64-Spiel Donald Duck’s Playground. Donald in Maui Mallard wurde für den Sega Mega Drive und 1996 für den Super Nintendo veröffentlicht. Donald Duck: Quack Attack erschien für Windows 95, Windows 98, Windows XP, Dreamcast, PlayStation, Nintendo 64, PlayStation 2 sowie Nintendo GameCube, Entwickler war Namco Bandai, einer der Designer Patrice Désilets. Donald Duck: Phantomias – Platyrhyncos Kineticus wurde von Ubisoft entwickelt und erschien für Nintendo GameCube und PlayStation 2.
Im deutschsprachigen Raum wird der Name Donald Duck unterschiedlich ausgesprochen. Neben der amerikanischen Aussprache [ˈdɑːnəld dʌk] ist auch die von den Donaldisten bevorzugte „eingedeutschte“ Variante [ˈdoːnald dʊk] ebenso verbreitet wie eine Kombination aus deutschem Vornamen und englischem Nachnamen [ˈdoːnald dʌk].
In einigen Geschichten im LTB wird darauf Bezug genommen, und er wird mit "Dack" angesprochen, was Donald zu "Duck" korrigiert.

## Filmografie
Seinen ersten offiziellen Auftritt hatte Donald Duck 1934 im Kurzfilm Die kluge kleine Henne, der zur Filmreihe Silly Symphonies gehört. Er war danach Haupt- und Nebendarsteller in einer ganzen Reihe von Kurzfilmen, die oft als Vorfilme für die Kinos produziert wurden. Seit den 1950ern war er auch in verschiedenen Fernsehserien als Figur zu sehen.

## Dokumentarfilm
- Donald Duck. Die Ente in uns. (Alternativtitel: Das Donald-Duck-Prinzip.) Dokumentarfilm, Deutschland, 2014, 90:27 Min., Buch und Regie: Edda Baumann-von Broen, Hasko Baumann, Produktion: avanti media, arte, ZDF, Erstsendung: 30. Juli 2014 bei arte, Inhaltsangabe von ARD, u. a. mit Gottfried Helnwein, Jan Gulbransson, Volker Reiche, Hella von Sinnen, Mark Benecke (Donaldismus), Don Rosa, Jean-Pierre Dionnet, Øystein Sørensen.[16]